# Jarnołtów (Wrocław)

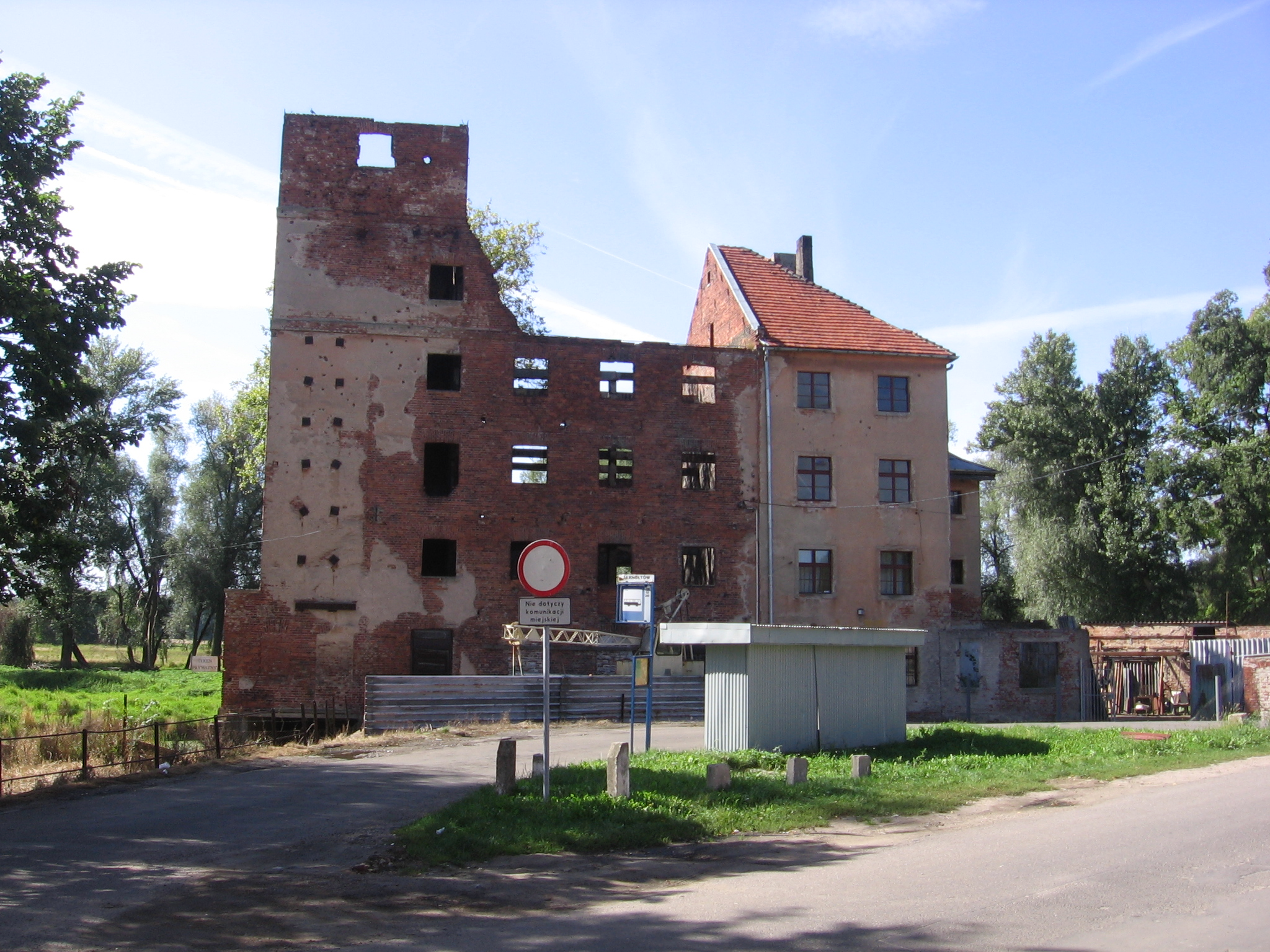
młyn w Jarnołtowie

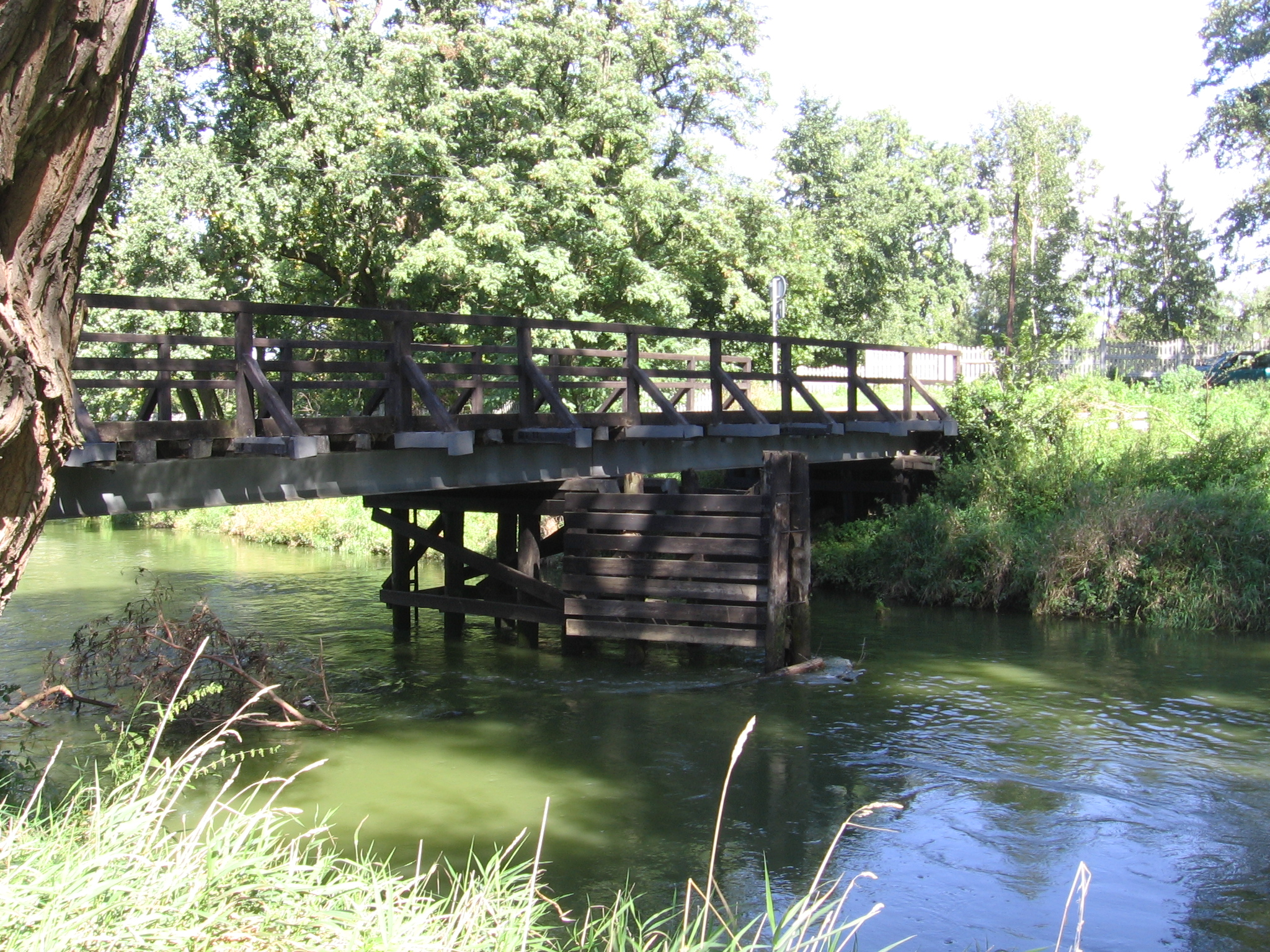
Most Jarnołtowski nad Bystrzycą

Jarnołtów (niem. Arnoldsmühle, dosł. "Młyn Arnolda") – osiedle na zachodnich obrzeżach Wrocławia. W granicach Wrocławia od 1 stycznia 1973.
Znajduje się w sąsiedztwie osiedla Jerzmanowo i podwrocławskiej wsi Gałów, na zachód od pasów startowych lotniska Strachowice, nad rzeką Bystrzycą. Obecny stan mieszkańców osiedla to około 255 mieszkańców.
Młyn nad Bystrzycą, od którego wieś wzięła nazwę wzmiankowany był już w roku 1271. W 1353 istniał tu folwark, a młyn rozbudowano (miał dwa koła). Według danych z 1795 wieś zamieszkana była przez 112 osób, był tu browar, kuźnia i gorzelnia.
Młyn uległ zniszczeniu w 1945 roku, do dziś dotrwały tylko ruiny, częściowo tylko odbudowane.

## Komunikacja miejska
Na osiedle dojeżdżają autobusy komunikacji miejskiej i gminnej:
linia 142 - Paprotna – Jarnołtów
linia nocna 249 - Krzyki – Jarnołtów
linia 909 - Nowy Dwór – Samotwór- Leśna